# Liste der Venuskrater/I
| Name     | Position          | ⌀       | Benannt nach                                          |
| -------- | ----------------- | ------- | ----------------------------------------------------- |
| Icheko   | 6,6° N, 97,9° O   | 5,9 km  | Vorname der Ewenken                                   |
| Ichikawa | 61,6° S, 156,3° O | 31,4 km | Fusae Ichikawa (1893–1981), japanische Feministin     |
| Ilga     | 12,4° S, 52,7° W  | 10,8 km | lettischer Vorname                                    |
| Imagmi   | 48,4° S, 100,7° O | 7,6 km  | tschuktschischer Vorname                              |
| Indira   | 64,1° N, 70,2° W  | 16,6 km | hinduistischer Vorname                                |
| Ines     | 67,1° S, 118,1° W | 11,2 km | spanischer Vorname                                    |
| Inga     | 38,1° N, 133,4° W | 10 km   | dänischer Vorname                                     |
| Ingrid   | 12,4° S, 51,1° W  | 11,5 km | skandinavischer Vorname                               |
| Inira    | 43,1° S, 120,6° W | 16,5 km | Vorname der Eskimo                                    |
| Inkeri   | 28,3° S, 136,1° W | 10,1 km | finnischer Vorname                                    |
| Iondra   | 10,5° N, 73,5° W  | 7,9 km  | Vorname der Selkupen                                  |
| Iraida   | 27,8° N, 108,1° O | 6,5 km  | griechischer Vorname                                  |
| Irene    | 49,8° N, 134° O   | 13,6 km | griechischer Vorname                                  |
| Irina    | 35° N, 91,2° O    | 15,2 km | russischer Vorname                                    |
| Irinuca  | 51,4° N, 121,9° O | 8 km    | rumänischer Vorname                                   |
| Irma     | 50,9° S, 122° O   | 9,5 km  | finnischer Vorname                                    |
| Isabella | 29,8° S, 155,8° W | 175 km  | Isabella von Kastilien (1451–1504), spanische Königin |
| Isako    | 9° S, 82° W       | 13,5 km | japanischer Vorname                                   |
| Isolde   | 74,5° S, 148,1° W | 11,9 km | englischer Vorname                                    |
| Istadoy  | 51,8° S, 132,6° O | 5,4 km  | tadschikischer Vorname                                |
| Ivka     | 68,2° N, 56,2° W  | 14,9 km | serbokroatischer Vorname                              |
| Ivne     | 27° S, 132,8° O   | 9 km    | Vorname der Korjaken                                  |
| Izakay   | 12,3° S, 149,2° W | 10,2 km | Vorname der Mari                                      |
| Izudyr   | 53,9° S, 135,2° O | 6,6 km  | Vorname der Mari                                      |